# Svenska mästerskapen i beachvolley
Svenska mästerskapen i beachvolley har spelats sedan 1978, vanligen på västkusten.  Första upplagan var ett inofficiellt mästerskap. Seniortävlingarna omfattar 48 lag som delas in i 16 grupper om tre. Gruppspelet syftar till att seeda lagen för slutspelet där samtliga lag får spela. Tvåorna och treorna i varje grupp går in i 32-delsfinalerna och gruppsegrarna i 16-delsfinalerna. Förutom de könsuppdelade seniortävlingarna finns även mixed samt flera åldersklasser (både med max och med min ålder).

## Vinnare i seniorklasserna efter år
| År   | Spelplats         | Damer                                      | Herrar                                 |
| ---- | ----------------- | ------------------------------------------ | -------------------------------------- |
| 1978 | Falkenberg        | Lise-Lott Andersson/Mona Fritzon           | Ingmar Larsson/Sven Nilsson            |
| 1979 | Halland           | Christine Elgstrand/Suzanne Larsson        | Göran Karlsson/Lars Erik Andersson     |
| 1980 | Skåne             | Anita Andersson/Helena Cederberg           | Lars Strandbäck/Rolf Månsson           |
| 1981 | Härnösand         | Ann-Kristin Hejde/Annika Hejde             | Lars Strandbäck/Rolf Månsson           |
| 1982 | Öland             | Ann-Kristin Hejde/Annika Hejde             | Olle Åström/Ralph Bågenholm            |
| 1983 | Piteå             | Anette Lorentzon/Sussanne Boström          | Eddy Kairis/Jan Nylander               |
| 1984 | Mellbystrand      | Monica Karlsson/Carina Åberg               | Per Hörnfeldt/Torbjörn Sjödin          |
| 1985 | Härnösand         | Eva Hansen/Birgitta Axelsson               | Stefan Malmberg/Tomas Starczewski      |
| 1986 | Mälarhusen        | Eva Hansen/Birgitta Axelsson               | Eddy Kairis/Jan Nylander               |
| 1987 | Örnsköldsvik      | Caroline Stenbom/Laura Wessberg            | Anders Kvist/Anders Karlsson           |
| 1988 | Falkenberg        | Anchi Björkqvist/Marianne Kjellen          | Eddy Kairis/Gert Ove Levinsson         |
| 1989 | Rullsand          | Eva Hansen-Hoszek/Birgitta Axelsson        | Tom Englén/Fredrik Peterson            |
| 1990 | Ängelholm         | Anchi Björkqvist/Marianne Kjellen          | Tom Englén/Fredrik Peterson            |
| 1991 | Umeå              | Eva Hansen-Hoszek/Birgitta Axelsson        | Ulf Johansson/Abbas Rahimi             |
| 1992 | Karlskoga         | Marie Edin/Marlene Rönnmark                | Tom Englén/Fredrik Peterson            |
| 1993 | Båstad            | Charlotte Wiig/Marie Edin                  | Ulf Johansson/Abbas Rahimi             |
| 1994 | Gotland           | Charlotte Wiig/Marie Edin                  | Bo Strand/Per Hörnfeldt                |
| 1995 | Helsingborg       | Malin Ekberg/Maria Svensson                | Tom Englén/Fredrik Petersson           |
| 1996 | Härnösand         | Jessica Enberg/Katrin Vink                 | Bengt Nilsson/Roger Jönsson            |
| 1997 | Ljungby           | Jessica Enberg/Katrin Vink                 | Björn Berg/Simon Dahl                  |
| 1998 | Helsingborg       | Mia Tvede/Jennifer Pavley                  | Jörgen Eriksson/Ola Olofsson           |
| 1999 | Ljungby           | Charlotte Johansson/Samanta Sylva          | Jörgen Eriksson/Ola Olofsson           |
| 2000 | Halmstad          | Lena Malm/Maria Tvede                      | Mattias Magnusson/Robert Svensson      |
| 2001 | Falkenberg        | Sara Uddståhl/Elin Warner                  | Andreas Gilbertsson/Robert Svensson    |
| 2002 | Falkenberg        | Angelica Ljungqvist/Annika Granström       | Viktor Norberg/Per Hugoson             |
| 2003 | Falkenberg        | Angelica Ljungqvist/Annika Granström       | Mattias Magnusson/Hannes Brinkborg     |
| 2004 | Falkenberg        | Karin Lundqvist/Sara Uddståhl              | Andreas Gilbertsson/Robert Svensson    |
| 2005 | Falkenberg        | Jessica Karlsson/Diana Ristic              | Simon Dahl/Stefan Gunnarsson           |
| 2006 | Falkenberg        | Anne-Lie Andersson/Camilla Nilsson         | Marcus Nilsson/Mikael Östberg          |
| 2007 | Falkenberg        | Karin Lundqvist/Jessica Sandberg           | Mårten Christiansson/Stefan Gunnarsson |
| 2008 | Falkenberg        | Camilla Nilsson/Jessica Karlsson           | Marcus Nilsson/Petter Jonsson          |
| 2009 | Falkenberg        | Nora Tawhid Söderholm/Rivia Oliveira       | Kjell Jonsson/Lawrence Montas          |
| 2010 | Malmö             | Karin Lundqvist/Naiana Rodrigues de Araujo | Stefan Gunnarsson/Hannes Brinkborg     |
| 2011 | Malmö             | Karin Lundqvist/Raquel Ferreira            | Björn Berg/Nejc Zemljak                |
| 2012 | Falkenberg        | Karin Lundqvist/Tora Hansson               | Roland Bergdahl/Esdras Oliveira        |
| 2013 | Falkenberg, Malmö | Tadva Yoken/Camilla Nilsson                | Daniel Andersson/Martin Barrefalk      |
| 2014 | Falkenberg        | Karin Lundqvist/Nina Grawender             | Björn Huitfeldt/Petter Jonsson         |
| 2015 | Falkenberg        | Karin Lundqvist/Anne-Lie Rininsland        | Simon Bohman/Christofer Lewin          |
| 2016 | Falkenberg        | Sigrid Simonsson/Anne-Lie Rininsland       | Björn Berg/Martin Barrefalk            |
| 2017 | Falkenberg        | Susanna Thurin/Kristina Thurin             | Jakob Wijk Tegenrot/Peter Lundgren     |
| 2018 | Halmstad          | Susanna Thurin/Kristina Thurin             | Jakob Wijk Tegenrot/Peter Lundgren     |
| 2019 | Halmstad          | Tadva Yoken/Sofia Wahlén                   | Linus Tholse/Viktor Jonsson            |
| 2020 | Halmstad          | Susanna Thurin/Kristina Thurin             | David Åhman/Jonatan Hellvig            |
| 2021 | Halmstad          | Anna Rydenberg/Sara Malmström              | David Åhman/Jonatan Hellvig            |
| 2022 | Halmstad          | Susanna Thurin/Kristina Thurin             | David Åhman/Jonatan Hellvig            |
| 2023 | Halmstad          | Susanna Thurin/Kristina Thurin             | Linus Tholse/Jakob Wijk Tegenrot       |